# São João da Ponte (ort)
São João da Ponte är en ort i Brasilien.   Den ligger i kommunen São João da Ponte och delstaten Minas Gerais, i den sydöstra delen av landet, 400 km öster om huvudstaden Brasília. São João da Ponte ligger 717 meter över havet och antalet invånare är 8 373.
Terrängen runt São João da Ponte är platt. Runt São João da Ponte är det glesbefolkat, med 16 invånare per kvadratkilometer.. Det finns inga andra samhällen i närheten.
Omgivningarna runt São João da Ponte är huvudsakligen savann.